# Isotelie
Isotelie of isopolitie (ἰσοτέλεια of ἰσοπολίτεια) was een term die gebruikt werd voor het geheel aan voorrechten die aan metoiken kon worden toegekend.
Deze persoonlijke voorrechten waren ἐπιγαμία / epigamía, het recht op een gemengd huwelijk; ἔγκτησις / énktêsis, het recht om grond te kopen; ἀτέλεια / atéleia, vrijstelling van belasting, vooral ἀτέλεια μετοικίου / atéleia metoikíou, een belasting geheven op in de polis residerende metoiken. Al deze privileges waren allen inbegrepen in het recht op isoteleia ("gelijk-belast") of isopoliteia ("gelijk burgerrecht") en de mensen die van dit recht genoten, werden ἰσοτελεῖς / isoteleis genoemd. Ze moesten dezelfde lasten dragen als de burgers en konden pleiten in de gerechtshoven of handel drijven zonder de tussenkomst van de προστάτης / prostátês.

## Referentie
- G. Long, art. civitas, in W. Smith, A Dictionary of Greek and Roman Antiquities, Londen, 1870, p. 289.